# Eaglehawk Neck

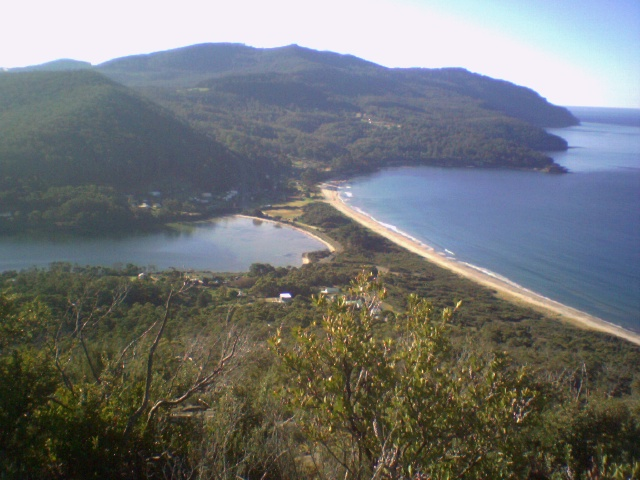
Eaglehawk Neck vom Martin Cash Lookout aus betrachtet

Eaglehawk Neck ist ein Isthmus, eine natürliche schmale Landverbindung, die die Tasman-Halbinsel im Südosten der australischen Insel Tasmanien mit der benachbarten Forestier-Halbinsel verbindet.

## Geschichte
Die Eaglehawk Neck ist ungefähr 400 m lang und an ihrer schmalsten Stelle unter 30 m breit. Die britischen Kolonialisten benutzten die Landverbindung ab den 1830er Jahren als Verbindung zu den Standorten ihrer Sträflinge, das Gefängnis Port Arthur und das Sträflingsbergwerk Coal Mines Historic Site und bewachten den schmalen Übergang mit Wachhunden, um Fluchten zu verhindern. Das gesamte Gebiet wurde damals stark von Soldaten bewacht, da es zahlreiche Gefängnisausbrüche gegen die unmenschlichen Lebens- und Arbeitsbedingungen der Sträflinge gab, wobei der bekannteste durch Martin Cash erfolgte. 1836 wurde der Übergang von 25 Soldaten bewacht und es befanden sich weitere kleine Wachstationen auf der Halbinsel. Ein Wachhaus für die Soldaten und eine Signalstation befand sich an der Landverbindung, die wichtige Botschaften zwischen Port Arthur und Hobart optisch übermittelte.

## Touristische Information

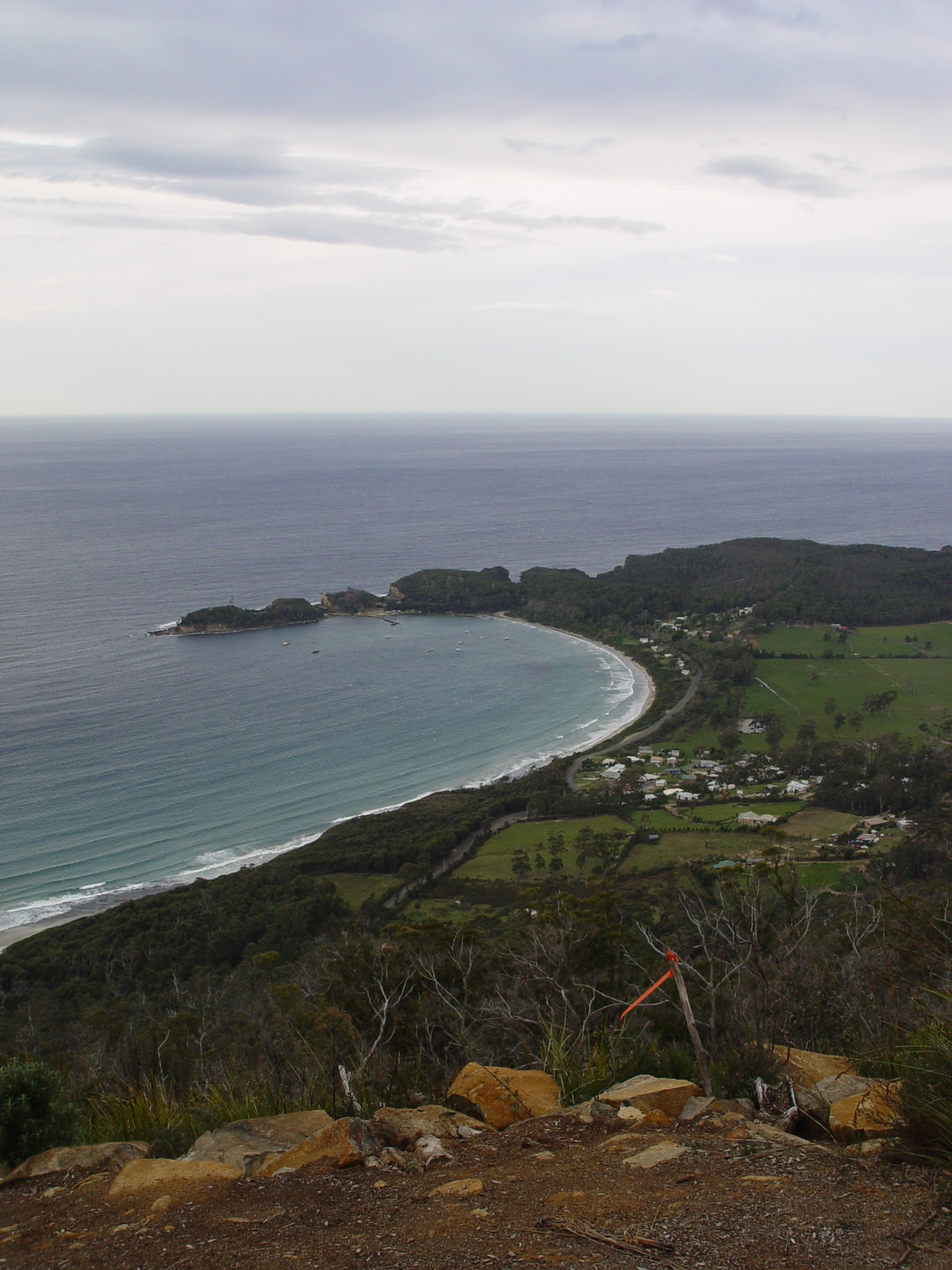
Pirates Bay und Doo Town

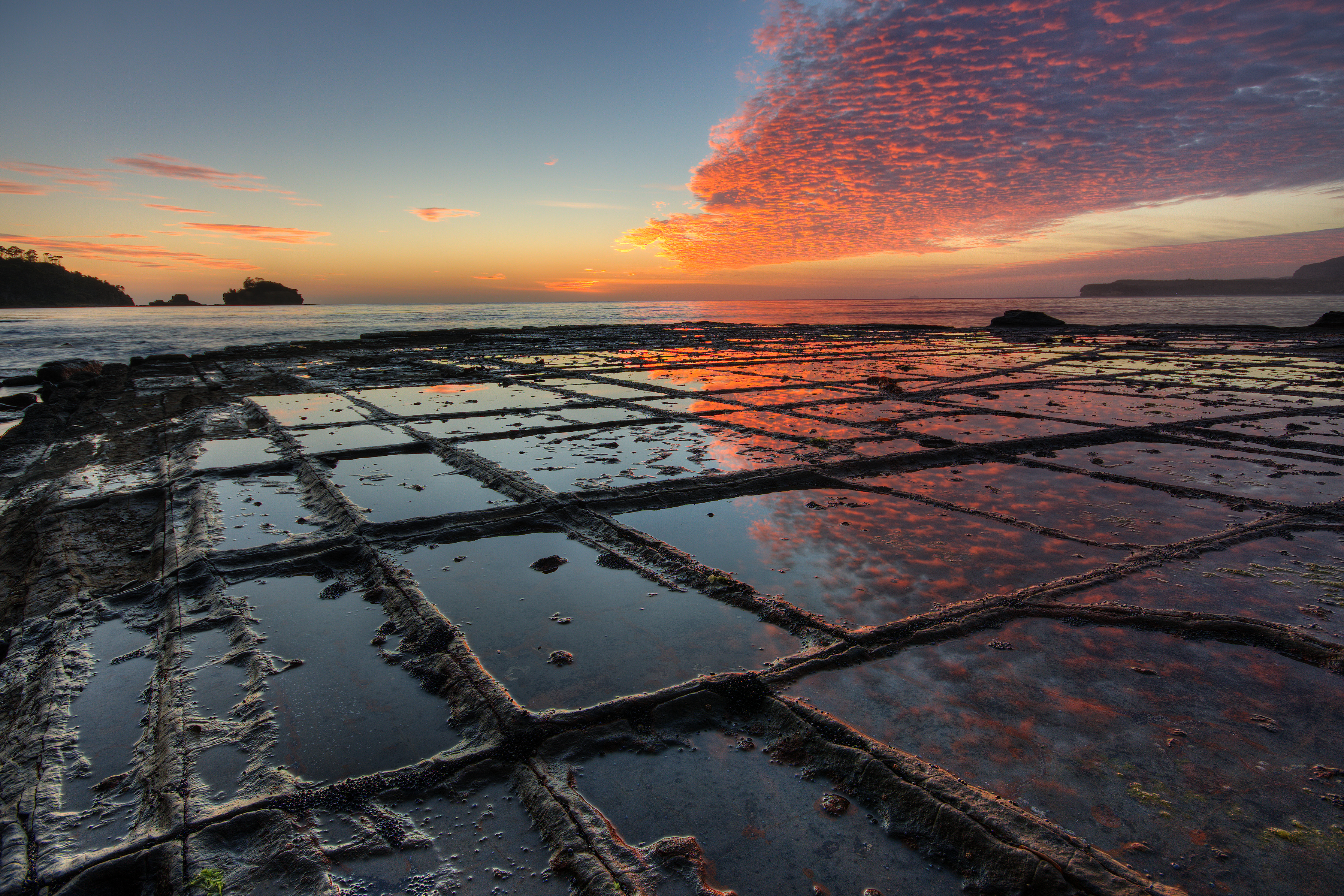
Tessellated Pavement bei Sonnenuntergang

Das Gebiet beinhaltet bemerkenswerte geologische Formationen, wie das Tessellated Pavement, das durch Verwitterung rechteckige Vertiefungen zeigt. Unweit davon liegen die Felsformationen Tasman's Arch, The Blowhole und Devil's Kitchen.
Bei Eaglehawk Neck befindet sich ein Hotel, nahe Tessellated Pavement. Eine Unterbringung für  Backpackers ist in der Jetty Road. Unweit von Eaglehawk Neck führt ein Weg auf den Martin Cash Lookout. An der östlichen Seite der Eaglehawk Neck befindet sich die Pirates Bay, die eine  Möglichkeit zum Surfen bietet.